# Шиутекутли
Шиутекутли (исп. Xiuhtecuhtli «Владыка года») — в мифологии ацтеков бог огня, дня и тепла, вулканов.
Культ Шиутекутли относится к наиболее древним. Шиутекутли был богом огня как небесного, так и подземного — жестокого, всепожирающего; но одновременно и богом домашнего очага, о чём свидетельствуют его другие имена и ипостаси: Цонкастли («желтоволосый»), Куэсальцин («пламя»), Тота («наш отец»), Уэуэтеотль («очень старый бог»), Тлальшиктеника («сидящий в пупе земли»), «мать богов, отец богов» и др. Шиутекутли — олицетворение света во тьме, тепла в холоде и жизни в смерти.
У ацтеков Шиутекутли изображался с лицом, раскрашенным наполовину красной, наполовину чёрной краской; головное украшение составляли два тростника или бабочка; в руках у него или жезл, или щит, или копал (курительная смола) и кадильница. На праздниках его статуя всегда приносилась последней, так как он стар и ходит очень медленно. Как бога света и огня, его также изображали с красным или оранжевым лицом с курильницей на голове. Его женой называют Чальчиутликуэ, хотя в других мифах её считают женой Тлалока. В конце 52-летнего цикла люди, боясь, что боги уничтожат их, устраивали празднества, где Шиутекутли (как бог огня) почитался особо.